# Битва п'яти лам
Битва п'яти лам сталася в 1634. У цій битві Шабдрунг Нгаванг Намґ'ял зміг здобути перемогу проти об'єднаних сил Тибету і бутанських князів.
Шабдрунг з 1629 влаштувався в дзонгу Сімтокха і став проводити реформи, які зустріли протидію лам інших буддійських шкіл. П'ять лам зібрали коаліцію і покликали на допомогу тибетців. Проти верховенства школи Друкпа Каг'ю повстали Нінгмапінські підшколи західного Бутану — Ненінгпа, Бараве, Чакзам, Катог і Лхапа. Шабдрунг уклав союз з королем Ладакху Самґ'є Намґ'ялом, який доводився йому братом.
В 1639 році відносини з Тибетом були відновлені і Тибет визнав владу Шабдрунга над Бутаном.
Перемога в цій битві дозволила Шабдрунгу об'єднати Бутан, створивши інфраструктуру і систему Дзонгів за зразком Сімтокха.